# Traquair House

Traquair House är ett slott/herrgård (huvudbyggnaden anses vara det äldsta bebodda huset i Skottland) och ett ölbryggeri i södra Skottland. Bryggeriet grundades 1965 av Peter Maxwell Stuart.